# Tay Zonday
Adam Nyerere Bahner, känd under artistnamnet Tay Zonday eller Chocolate Rain Guy, född 6 juli 1982 i Minneapolis, Minnesota, är en amerikansk sångare, främst känd för sången "Chocolate Rain" på Youtube. Under musikvideon noteras att Zonday vänder sig bort från mikrofonen för att andas in mellan styckena. Det har även gjorts många parodier av "Chocolate Rain" t.ex. "Vanilla Snow". För övrigt har han spelat in många andra sånger och har också blivit känd för sin djupa röst. 
År 2008 var han med i ett avsnitt av den tecknade TV-serien South Park tillsammans med andra personer kända från Internet, däribland den svenska succén skrattande bebisen. Han har också medverkat som speaker i Youtube Live 2008.

## Filmografi (urval)
- 2008 – South Park (TV-serie)
- 2008 – Viralcom (TV-serie) [2]
- 2010 – YouTube Assassin (TV-serie) [3]
- 2014 – Hamlet A.D.D. [4]

## Diskografi
Album
- 2011 – Chocolate Rain 2.0 [5]